# Symphonie no 38 de Michael Haydn
Pour les articles homonymes, voir Symphonie no 38.
La Symphonie no 38 en fa majeur, Perger 30, Sherman 38, MH 477, est une symphonie de Michael Haydn, composée en 1786 à Salzbourg.

## Analyse de l'œuvre
Elle comporte trois mouvements:
1. Allegro molto
2. Andantino, en do majeur
3. Scherzando

Durée de l'interprétation : environ 11 minutes.

## Instrumentation
La symphonie est écrite pour deux hautbois, deux bassons, deux cors, timbales, cordes.